# ضفيرة قاعدية
تتكون الضفيرة القاعدية (المستعرضة، أو الجيب القاعدي) من عدة قنوات وريدية متداخلة بين طبقات الأم الجافية فوق الجزء القاعدي من العظم القذالي (المحدر)، وتعمل على ربط الجيبين الصخريين السفليين.